# Romance de Tebas

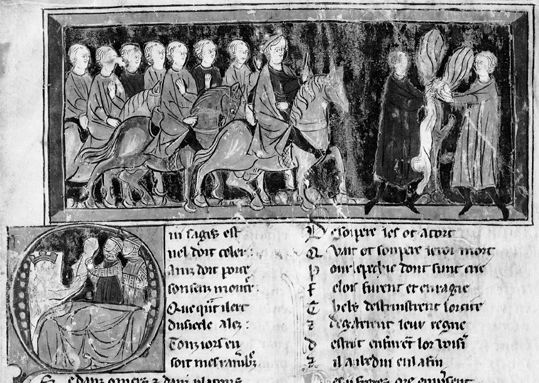
Imagen del texto

El Romance de Tebas (en francés, Le Roman de Thèbes) es un romance escrito por un clérigo anónimo,  estimándose la fecha del primer manuscrito en 1150. Se considera este texto como uno de los romances más antiguos de Francia (o el más antiguo dependiendo de la definición que se de al concepto «roman»). El tema de este romance ha sido después un tema literario tratado en diversas lenguas. 

## En francés
El Romance de Tebas es un poema de unos 10 000 versos compuesto hacia 1150 que se supone está inspirado, no en la Tebaida de Estacio, sino en un resumen de esa obra. Confirman esta tesis las numerosas omisiones de hechos y de detalles que, a pesar de las muy distintas condiciones en que fue compuesto el poema, se habrían conservado en cualquier imitación de la Tebaida, mientras que ciertas modificaciones del relato de Estacio no pueden achacarse a la inventiva del poeta, sino a un origen más antiguo. 
Como en otros poemas del mismo tipo, lo fantástico desaparece, y los griegos adoptan los métodos franceses de guerra y el código francés de amor cortés.
El poema data de mediados del siglo XII y está compuesto, no en tiradas como los cantares de gesta, sino en pareados octosílabos. 
Su autoría se atribuyó a Benito de Sainte Maure, pero lo único seguro es que se trata de un poema más antiguo que el Romance de Troya, del que Benito es autor sin lugar a dudas. 
El Romance de Tebas se encuentra también en numerosas refundiciones en prosa, la primera de las cuales, que no fue impresa hasta el siglo XVI con el nombre de Edipus, pertenece a los primeros años del siglo XIII y, originalmente, formó parte de la recopilación de historia antigua Histoire ancienne jusqu'à César. El primer volumen de Les histoires de Paul Crose traduites en français contiene una versión libre y ampliada del Romance de Tebas.

## En inglés
John Lydgate escribió una versión del Romance de Tebas en 1420. Con el nombre de The Romance of Thebes fue impreso en el taller de Wynkyn de Worde hacia 1500, como suplemento de los Cuentos de Canterbury.

## En anglonormando
Muy probablemente inspirados en el Romance de Tebas fueron Ipomedon y su secuela Prothesilaus, compuestos a finales del siglo XII por Hue de Rotelande. 